# Campionato argentino di rugby a 15 1964
Il Campionato argentino di rugby a 15 1964 è stato vinto dalla selezione di Buenos Aires che ha battuto in finale la selezione della Rosario

## Contesto
- Nel 1964 la nazionale argentina si aggiudica il Campionato Sudamericano, svoltosi a San Paolo
- Viene ufficializzato lo svolgimento del tour in Sudafrica del 1965, con l'inizio della preparazione sin dalla fine del 1964, la prima esperienza al di fuori dal Sudamerica.
- Il Buenos Aires Cricket and Rugby Club, il più antico club di rugby argentino compie 100 anni

## Preliminare
| ZONA A   |          |   |         |        |          |
| 27 sett. | Santa Fe | - | Rosario | 6 - 24 | Santa Fè |

| ZONA B   |                     |   |     |         |              |
| 27 sett. | Rio Negro y Neuquén | - | Sur | 10 - 31 | General Roca |

| ZONA C    |                |   |                |         |                          |
| 15 agosto | Valle de Lerma | - | Buenos Aires   | 3 - 36  | Salta                    |
| 17 agosto | UR del Norte   | - | Buenos Aires   | 6 - 15  | Tucumán                  |
| 23 agosto | Valle de Lerma | - | Córdoba        | 9 - 8   | Salta                    |
| 9 sett.   | Córdoba        | - | UR del Norte   | 16 - 3  | Córdoba                  |
| 27 sett.  | Buenos Aires   | - | Córdoba        | 28 - 11 | San Isidro, Buenos Aires |
| 27 sett.  | UR del Norte   | - | Valle de Lerma | 19 - 3  | Tucumán                  |

| ZONA D   |      |   |          |        |         |
| 27 sett. | Cuyo | - | San Juan | 24 - 8 | Mendoza |

## Semifinali
| Arbitro: | Ricardo Colombo (Buenos Aires) |

| |            | |
| mete: Benzi, Avalos 2 España, Aletta 2 trasf.: Seaton 2 | Marcatori  | mete: Vila c.p.: Torres |
| A. Torres A. Vila J. Angelo O. Fasano E. Diez H. De Caso R. Urriza (cap.) J. Suárez J. De la Cruz R. Sánchez R. Smith .1. Tuminello F. Pacho N. Boselli J. Dover | Formazioni | J. Seaton E. España E. Ferraza J. Benzi R. Avalos J. Scialabra O. Aletta J. Imhoff A. Rinaldi M. Paván (cap.) A. Colla M. Bouza H. Ferraro J. Benvenuto R. Esmendi. |

| Arbitro: | Eduardo Niño (Buenos Aires) |

| |            | |
| mete: Brandi | Marcatori  | mete: Poggi 2 Goti 2, Silva 3 Neri. Foster trasf.: Queirolo 4 c.p.: Queirolo |
| J. Muñoz O. Villanueva Ay Meli J. Walker E. Casale E. Valejos E. Naveyra L. Chaluleu (cap.) J. Aldao M. Brandi L. Novillo J. Nasazzi O. Luján Williams F. Segovia R. Farielo. | Formazioni | M. Dumas H. Goti J. O. Queirolo M. Molina Berro E. Neri J. H. Dartiguelonge A. Etchegaray R. Foster H. Silva M. Puigdevall A. Otaño R. L. M. García Yañez N. González del Solar G. Mc Cormick A. Silveira. |

## Finale
| Arbitro: | César De Elizalde (Buenos Aires) |

| |            | |
| mete: España c.p.: Seaton 3 | Marcatori  | mete: Etchegaray, Neri trasf.: Molina 2 c.p.: Molina 2 |
| J. Seaton E. España J. Benzi E. Ferraza R. Abalos A. Fasce O. Aletta M. Paván (cap.) A. Rinaldi José Imhoff A. Colla H. Ferraro R. Esmendi J. Benvenuto A. Paván. | Formazioni | M. Dumas H. Goti J. C. Queirolo M. Molina E. Neri M. Beccar Varela A. Etchegaray H. Silva R. Foster G. Montes de Oca L. Varela B. Otaño (cap.) G. McCormick N. González del Solar I. García Yáñez. |